# Avioth
Avioth è un comune francese di 134 abitanti situato nel dipartimento della Mosa nella regione del Grand Est.

## Monumenti e luoghi d'interesse

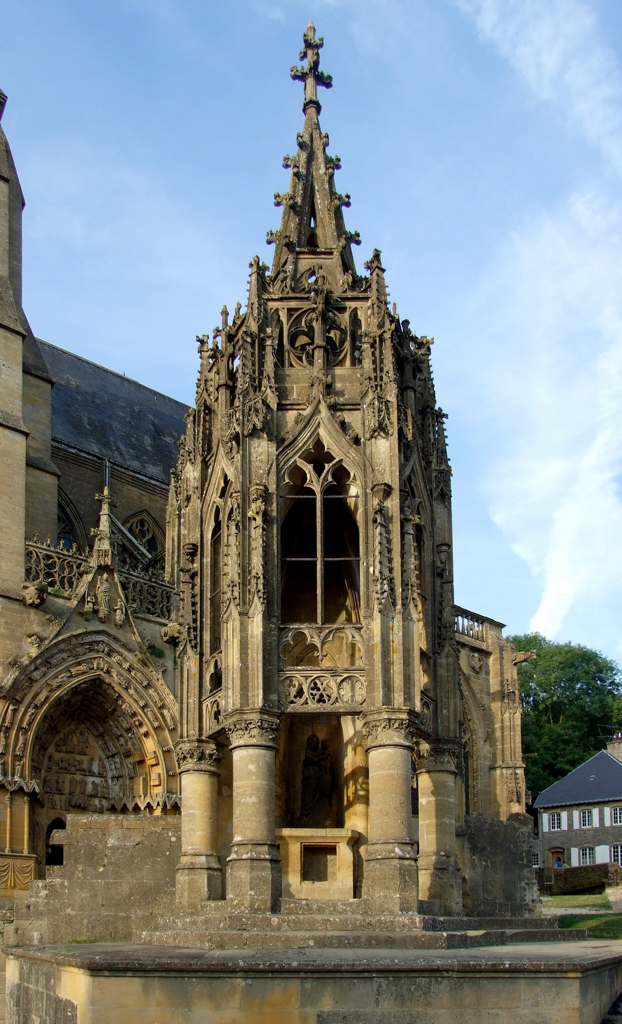
La Recevresse della Basilica.

- Basilica di Notre-Dame: complesso gotico eretto fra il XIII e il XV secolo. È accompagnata dalla singolare costruzione della Recevresse, edicola gotico-fiammeggiante unica al mondo, la cui riproduzione a grandezza naturale è conservata al Musée des monuments français nella Cité de l'architecture et du patrimoine di Parigi. L'edicola custodisce l'omonima icona mariana, così chiamata perché "accoglie" le richieste dei pellegrini[2].

## Società

### Evoluzione demografica
Abitanti censiti